# Mazeyrat-d'Allier
 Mazeyrat-d'Allier  es una población y comuna francesa, situada en la región de Auvernia, departamento de Alto Loira, en el distrito de Brioude y cantón de Langeac.

## Demografía
| 1147 | 1067 | 1079 | 1089 | 1153 | 1228 |
| Para los censos de 1962 a 1999 la población legal corresponde a la población sin duplicidades (Fuente: INSEE [Consultar]) |      |      |      |      |      |